# LARC-V

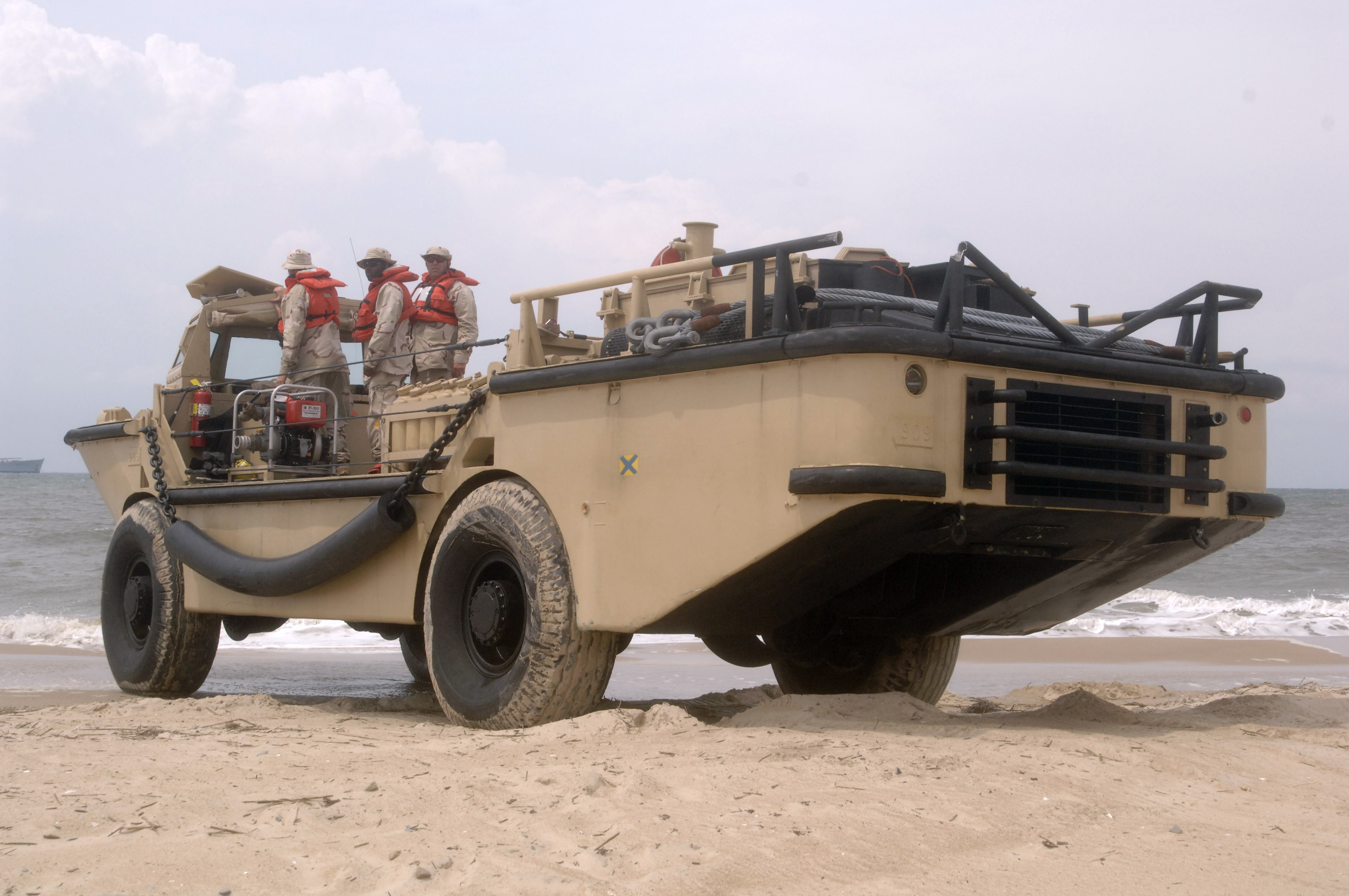
Un LARC de la 2.ª Unidad Maestra Expedicionaria de la Armada de los Estados Unidos en Fort History, Virginia

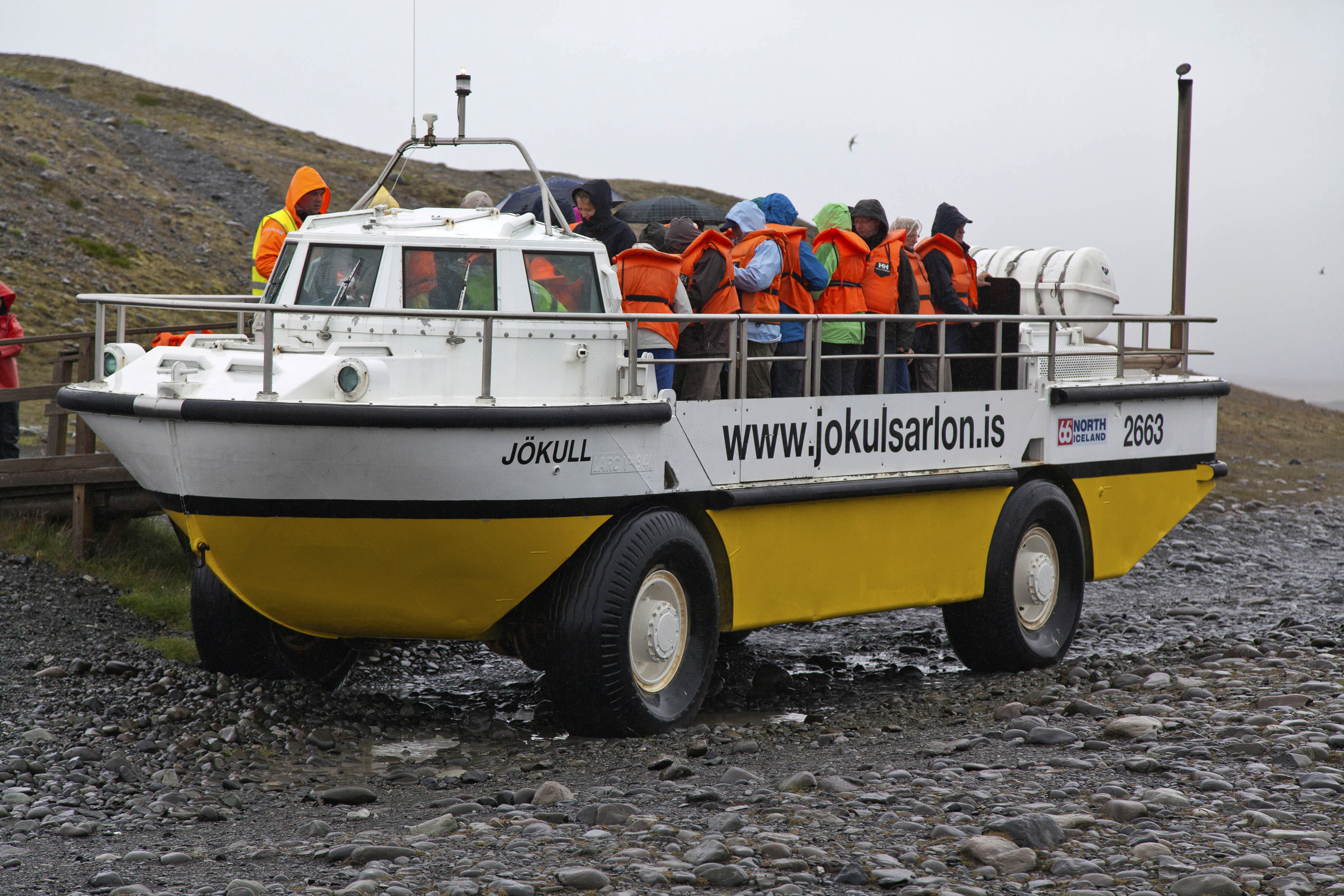
LARC V vehículo en uso para viajes turísticos en Islandia – Jökulsárlón

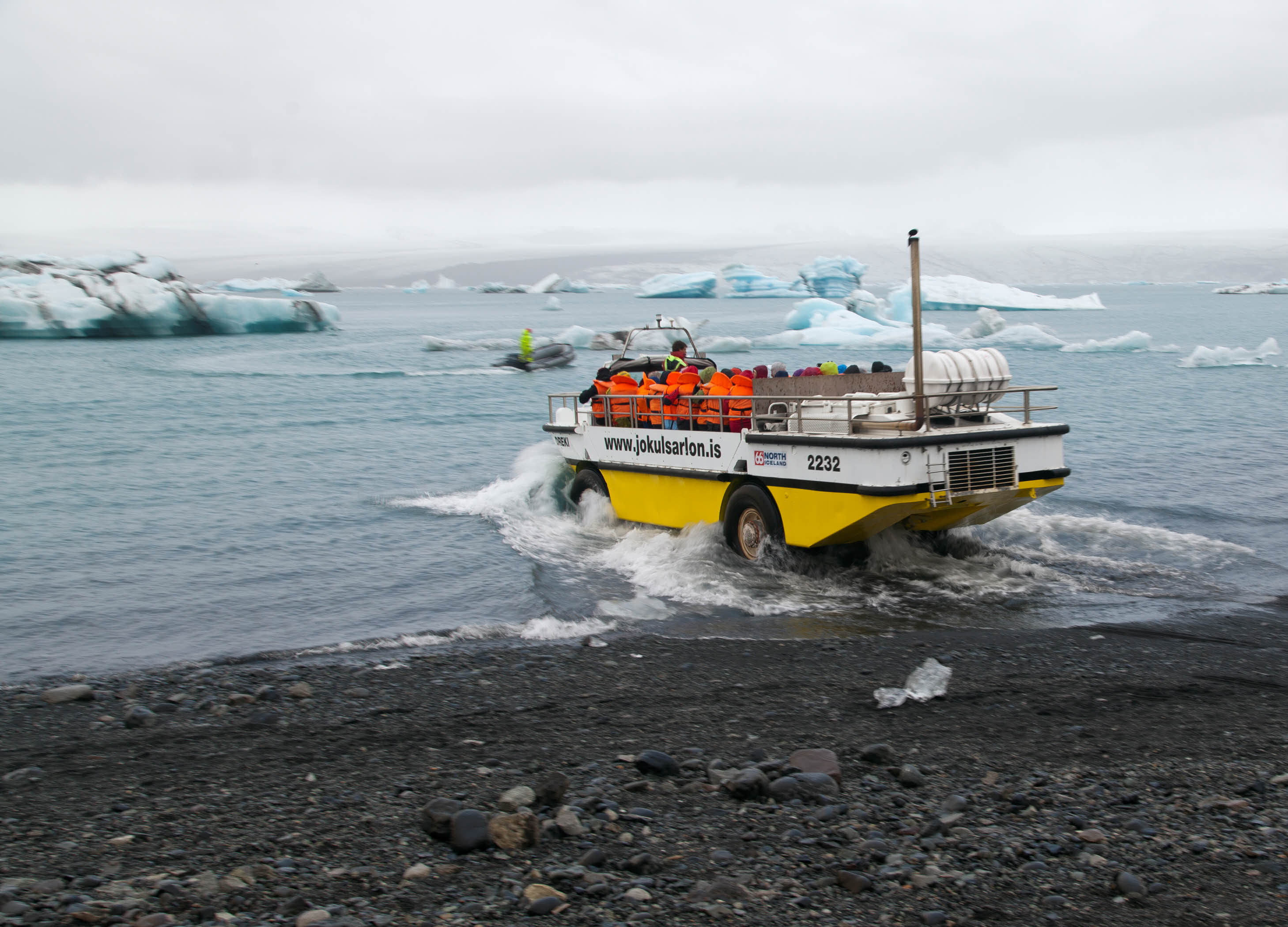
LARC-V (Islandia – Jokulsarlon 2)

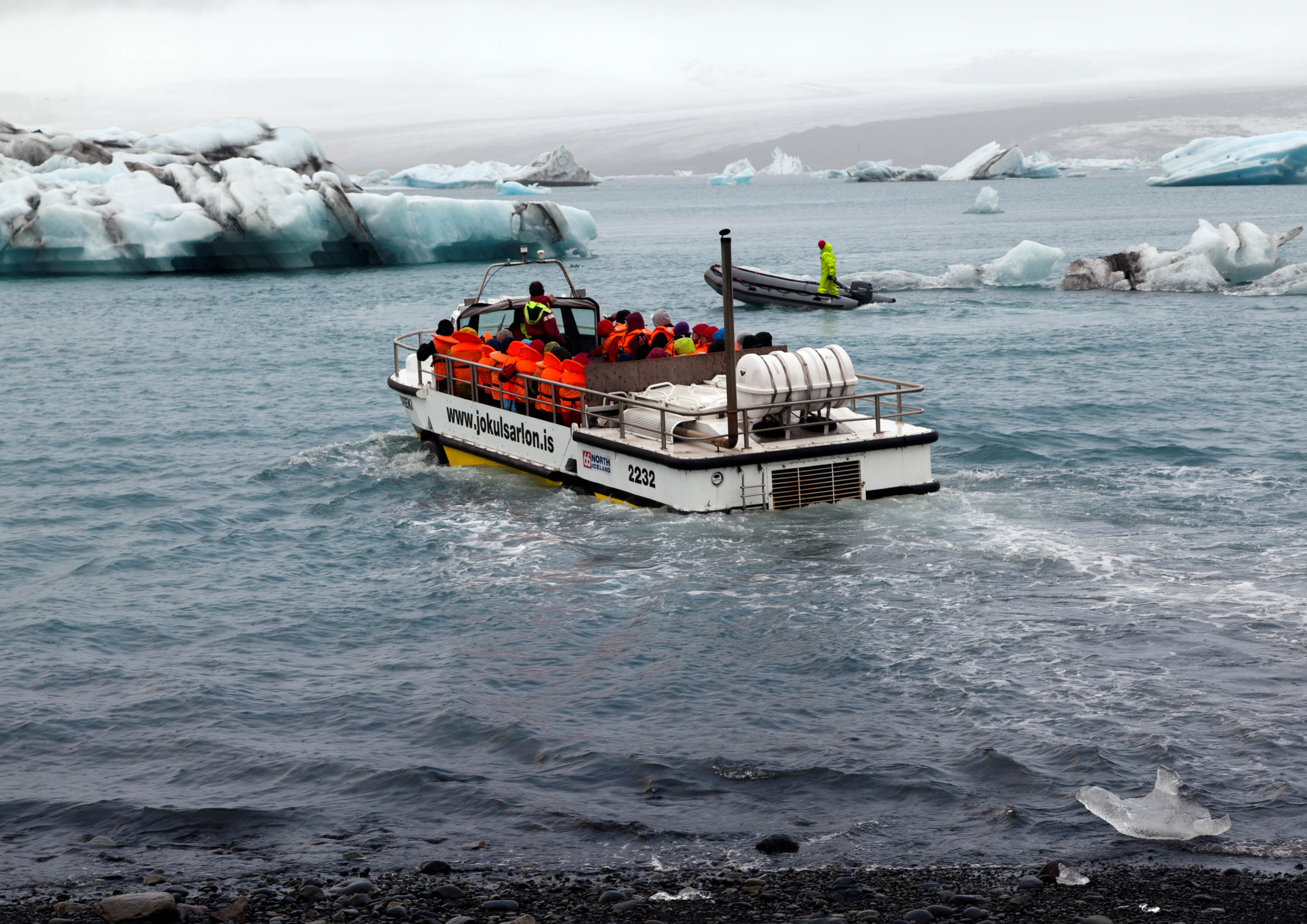
LARC-V (Islandia – Jokulsarlon 3)

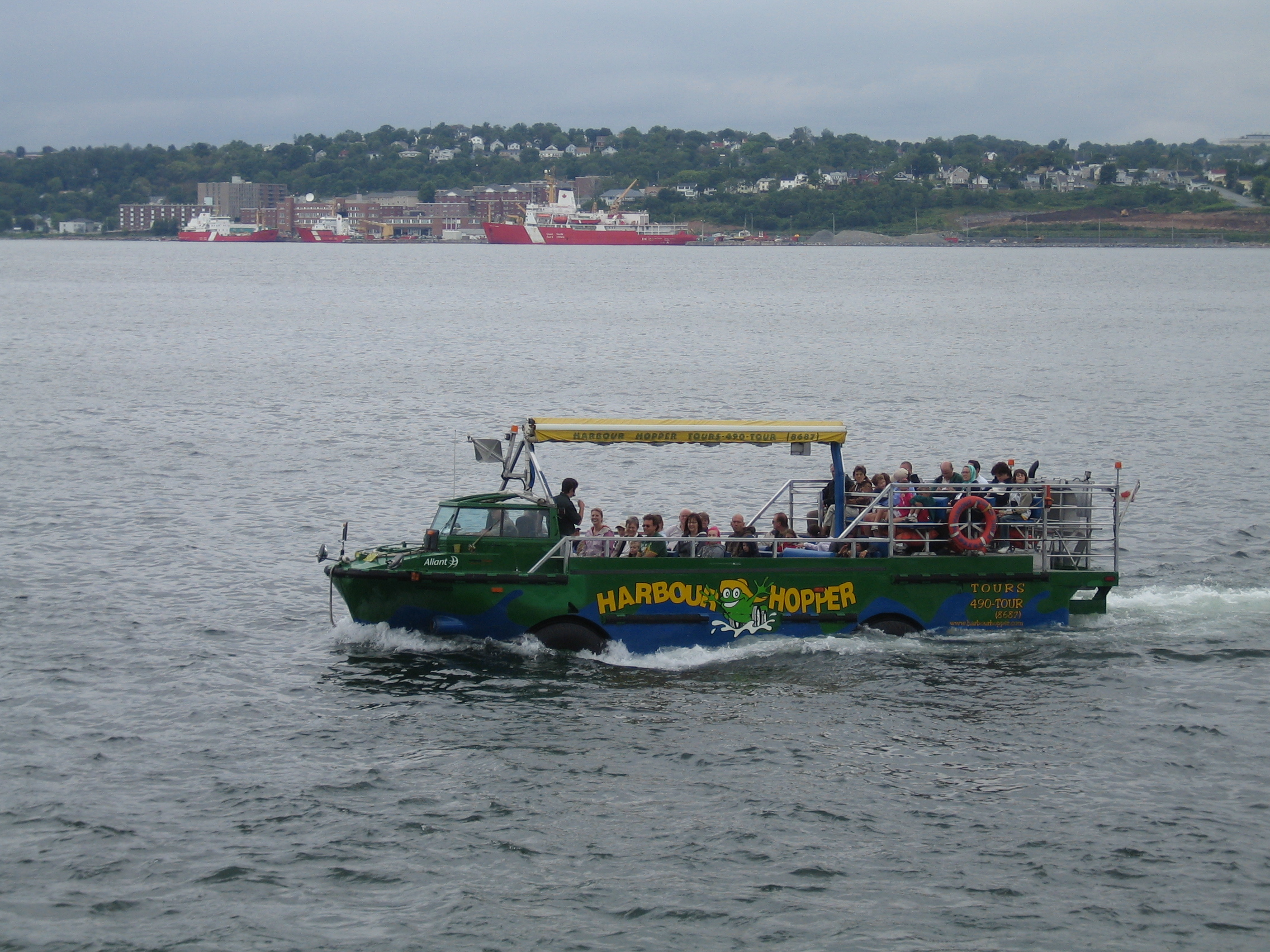
LARC-V convertido para visitas de puerto en Halifax, Nueva Escocia

LARC-V (Lighter, Amphibious Resupply, Cargo, 5 ton), es un vehículo anfibio de carga de casco de aluminio capaz de transportar 5 toneladas. Fue desarrollado en los Estados Unidos durante los años 1950, utilizado en una variedad de funciones auxiliares hasta hoy en día.
Además de los Estados Unidos, ha sido utilizado por fuerzas militares en Australia, Argentina, España, Filipinas, Islandia, Portugal y Singapur. Aproximadamente 968 fueron construidos. Aproximadamente 500 han sido destruidos, la mayoría destruidos durante la retirada estadounidense de Vietnam del Sur. Aproximadamente 200 han sido retenidos en el servicio militar de EE. UU. Estos incluyen viajes turísticos en el lago de hielo Jökulsárlón en Islandia y recorridos por la ciudad y el puerto en Halifax, Nueva Escocia.

## Historia operacional
Los LARC-V fueron utilizados ampliamente por el Ejército de los Estados Unidos Para el suministro de playas durante la Guerra de Vietnam. Apoyaron la acumulación logística y de personal al comienzo y durante la guerra de Vietnam. Dos unidades llegaron desde Ft. Story, VA. en junio de 1965. Las operaciones del puerto de configuración 344TC en QuiNhon y 347thTC en Cham Ran Bay. Cada compañía tenía dos pelotones de 17 LARC-V cada uno y un destacamento separado de mantenimiento de tercer escalón. Alrededor de diciembre de 1965, uno de los pelotones de la 344.ª se trasladó a Danang y se unió al Ala de la Fuerza Aérea. Allí ejecutó operaciones de 24 horas al día transportando bombas desde los barcos en el puerto hasta la línea de vuelo. Su operación fue tan crucial para el FA que si al menos 15 LARCS no permanecían operativos, se enviaron todas las partes necesarias (NORSG) desde St Louis.
101.ª División Aerotransportada en 1967 y más tarde la 1.ª División de Caballería en 1968.
Los LARC-V fueron utilizados por la Infantería de Marina argentina en la Operación Rosario.
En enero de 2011, durante las inundaciones de Queensland 2010-2011 en Australia, se informó que los aviones C-17 de la Real Fuerza Aérea Australiana iban a transportar dos vehículos LARC-V para su uso en la Operación Asistencia de Inundación. Los vehículos fueron desplegados desde Townsville hasta RAAF Base Amberley.[cita requerida]

## Programa de extensión de vida útil de la Marina de los EE. UU.
El Comando de Ingeniería de Instalaciones Navales de los Estados Unidos (NAVFAC) ha ordenado a la Oficina del Programa de Apoyo de Sealift (SSPO) que supervise un Programa de Extensión de Vida de Servicio (SLEP) en los LARC V utilizados por la Armada. Este SLEP implicó el cambio de una transmisión mecánica a hidráulica, la actualización del sistema eléctrico y la mejora de otros sistemas a bordo. Estas LARC revisadas comenzaron a entregarse en junio de 2006 para ser utilizadas por las unidades maestras de la Marina de los EE. UU., Los equipos de construcción subacuática y las naves de la fuerza preposicional marítima. Un total de 42 LARCs están actualmente financiados para la transición a través del proceso SLEP.
La capacidad de remolque en tierra se mejoró a aproximadamente 29,000 lb y el tiro de bolardo en agua se duplicó a 7600 lb. El vehículo opera en tracción total mientras está en tierra o en modos de remolque. La embarcación está propulsada por un motor diésel turboalimentado John Deere de 375 caballos de fuerza con certificación Tier 2. La velocidad del motor es constante, con una velocidad de modificación de transmisión hidráulica.
El diseño y la fabricación de SLEP LARC-V se llevó a cabo por Power Dynamics, LLC del Stennis Space Center, Misisipi.

## Operadores
Argentina
- Infantería de Marina
- Ejército Argentino

 Australia
- Ejército de Tierra de Australia[4][5]

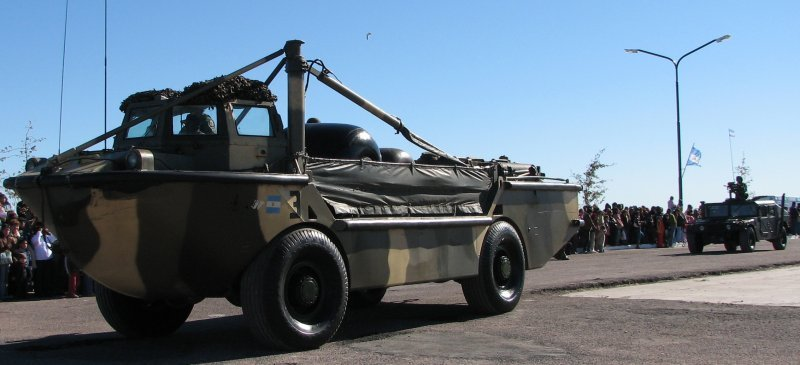
LARC-V de la infantería de marina argentina en la base naval de Puerto Belgrano.

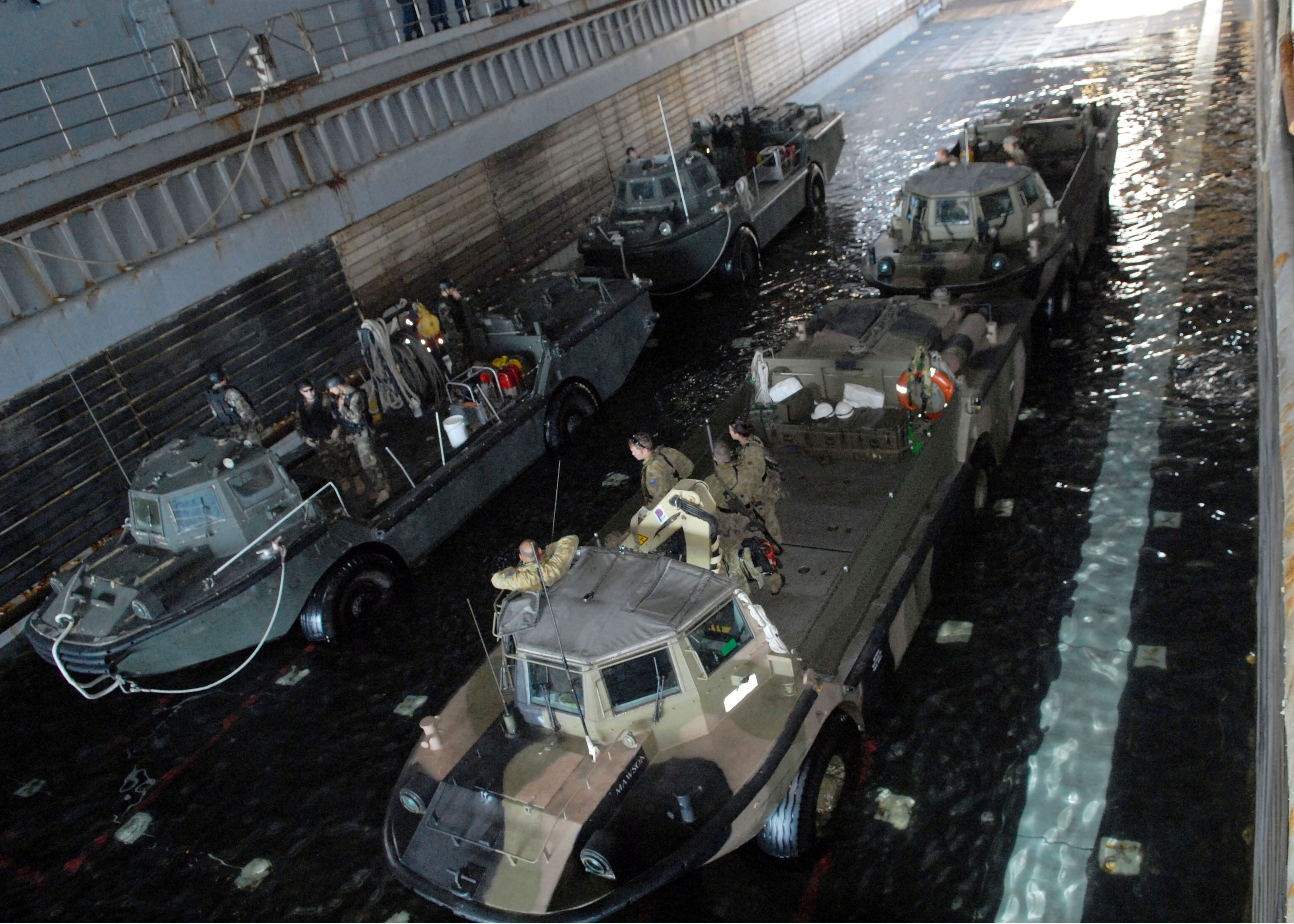
LARC estadounidenses y australianos en un muelle anfibio.

- División Antártica Australiana (para el reabastecimiento a la estación de investigación en Macquarie Island)[6]

 España
- Regimiento de Pontoneros y Especialidades de Ingenieros nº12

 Estados Unidos
- Armada de los Estados Unidos
  - 1.ª Unidad Beachmaster
  - 2.ª Unidad Beachmaster
- Cuerpo de Ingenieros del Ejército de los Estados Unidos[7]

 Filipinas
- Armada Filipina
- Cruz Roja Filipina

 Islandia
- Jökulsárlón ehf

 Portugal
- Cuerpo de Fusileros de Portugal

 Singapur
- Fuerzas armadas de Singapur
- Tours de Costa de Singapur (aquellos construidos en 1973-77 bajo las Fuerzas Armadas de Singapur desde Seletar Camp, retirados en 2000-2002, convertidos en lotes en 2002-2007)

## Especificaciones
- Velocidad de tierra: 30 mph
- Velocidad de agua: 7,5 nudos
- Capacidad: 3 tripulación + 20 pasajeros (hasta 10 000 lb)
- Gradiente máximo: 60 %
- Capacidad de combustible: 144 diésel de galones total (dos tanques)
- Gama de tierra descargada: 280 a 335 millas
- Gama de mar descargado: 110 millas